# Воловский район (Тульская область)
Воло́вский район — административно-территориальная единица (район) и муниципальное образование (муниципальный район) в Тульской области России.
Административный центр — посёлок городского типа (рабочий посёлок) Волово.

## География
Воловский район расположен на юго-востоке Тульской области в 100 км южнее Тулы. Площадь — 1080 км². Большая часть территории района занята степными участками. Леса занимают отдельные небольшие территории, чаще всего вдоль рек.

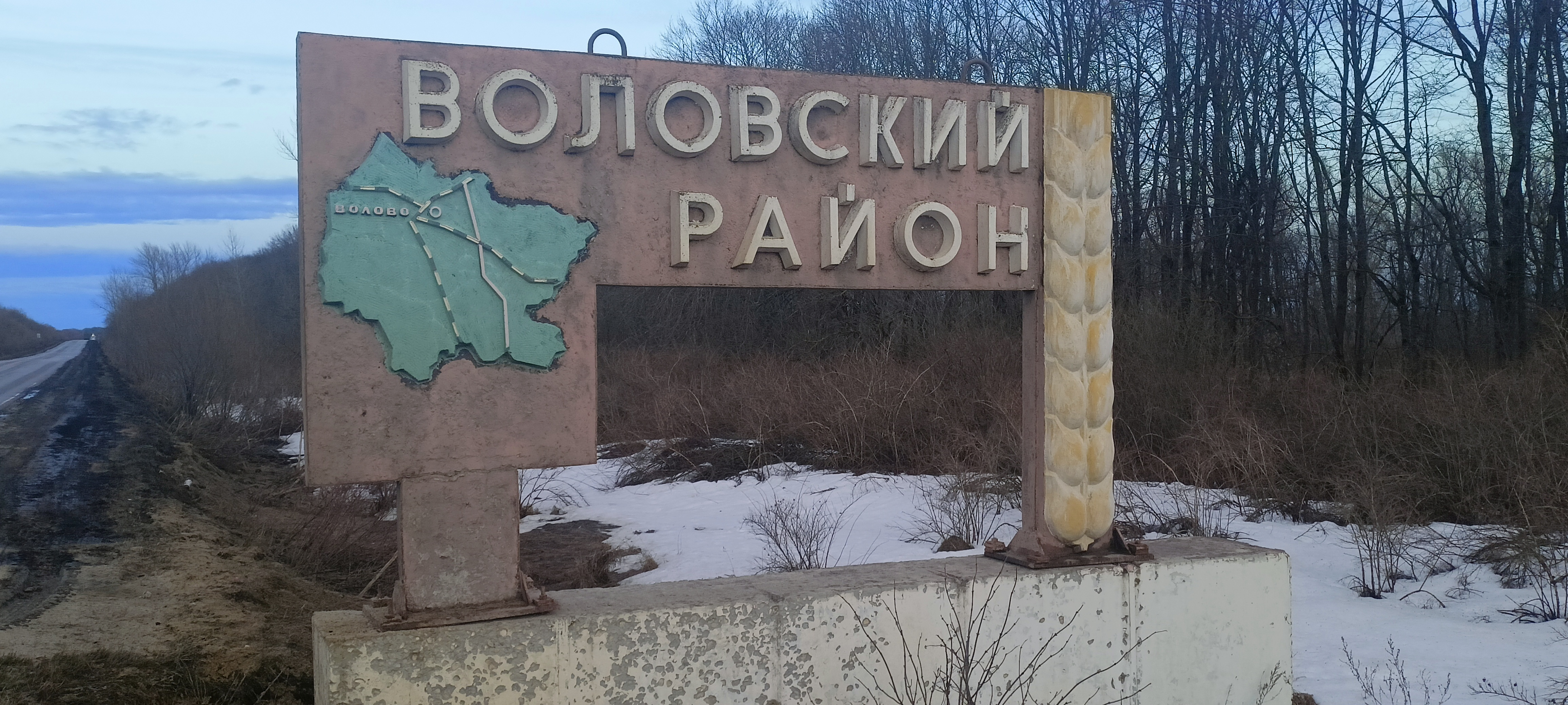

Основные реки — Упа (бассейн Волги), Непрядва (бассейн Дона), протекает Красивая Меча (бассейн Дона).

## История
13 мая 1924 года в составе Богородицкого уезда Тульской губернии был образован Волово-Карасевский район с центром в посёлке при станции Караси. 29 ноября 1926 года центр района был перенесен в посёлок Волово, а район переименован в Воловский.
12 июля 1929 года в результате упразднения губерний район вошёл в состав Тульского округа Московской области. На тот момент в его состав входили Алексеевский, Барятинский, Баскаковский, Богоявленский, Бутырский, Варваровский, Верхоупский, Воловский, Двориковский, Дубравский, Дуплещенский, Истленьевский, Краснодубровский, Краснослободский, Краснохолмский, Лебяженский, Лутовский, Любимовский, Непрядвенский, Никитинский, Новогородский, Озерский, Ольгинский, Осиновский, Покровский, Прудковский, Рогачевский, Рождественский, Сахаровский, Селиверствоский, Семёновский, Солодиловский, Сухо-Полтавский, Тетерский, Турдейский, Щелкуновский и Ялтинский с/с.
При проведении массовой коллективизации в СССР в конце 1920-х—начале 1930-х годов Воловский район, находящийся тогда в составе Московской области, был выбран образцово-показательным для планируемых мероприятий. Сводки о процентном охвате коллективизацией крестьянских хозяйств района постоянно публиковались в центральных газетах. От руководства района требовали 100-процентного результата, что в итоге привело к наиболее жестоким репрессиям по сравнению с другими районами Московской области. Было «раскулачено» и выселено в отдалённые, мало приспособленные для жизни районы страны значительное количество семей, даже с грудными детьми.
10 декабря 1932 года в Воловский район из Богородицкого были переданы Мшищенсий и Чернавский с/с. 21 февраля 1935 года Барятинский, Варваровский, Дубравский, Лутовский, Рождественский, Солодиловский и Тетерский с/с были переданы в новообразованный Сафоновский район. 26 сентября 1937 года Воловский район вошёл в состав вновь образованной Тульской области. 1 августа 1958 года к Воловскому району была присоединена часть территории упразднённого Сафоновского района. 1 февраля 1963 года Воловский район был упразднён, 30 декабря 1966 восстановлен.
В результате Чернобыльской катастрофы весной 1986 года район оказался в числе пострадавших — через него прошёл так называемый «Чернобыльский след». Вместе с атмосферными осадками в почву попали радиоизотопы урана, плутония, йода-131, цезия и стронция. Наиболее длительное влияние на экологическую ситуацию в районе оказывают цезий-134 (период полураспада 2 года), цезий-137 (период полураспада 33 года) и стронций-90 (период полураспада 28 лет). По прошествии нескольких лет населённые пункты района были включены в список подвергшихся радиоактивному загрязнению и отнесены к зоне проживания с льготным социально-экономическим статусом.

## Население
| 1959    | 1970    | 1979    | 1989    | 2002    | 2009    | 2010    | 2011    | 2012    |
| ------- | ------- | ------- | ------- | ------- | ------- | ------- | ------- | ------- |
| 34 817  | ↘27 545 | ↘21 415 | ↘18 419 | ↘15 957 | ↘14 239 | ↘13 596 | ↘13 552 | ↘13 465 |
| 2013    | 2014    | 2015    | 2016    | 2017    | 2018    | 2019    | 2020    | 2021    |
| ↘13 442 | ↗13 695 | ↗13 858 | ↘13 657 | ↘13 432 | ↘13 389 | ↘13 351 | ↘13 343 | ↗13 992 |

### Урбанизация
Городское население (посёлок городского типа Волово) составляет 25.51 % от всего населения района.

### Национальный состав
По итогам переписи населения 2020 года проживали следующие национальности (национальности менее 0,1 % и другое см. в сноске к строке «Другие»):
| Национальность | Численность, чел. | Доля     |
| -------------- | ----------------- | -------- |
| Русские        | 11 999            | 85,76 %  |
| Таджики        | 485               | 3,47 %   |
| Киргизы        | 314               | 2,24 %   |
| Узбеки         | 284               | 2,03 %   |
| Молдаване      | 88                | 0,63 %   |
| Азербайджанцы  | 81                | 0,58 %   |
| Армяне         | 76                | 0,54 %   |
| Украинцы       | 63                | 0,45 %   |
| Татары         | 25                | 0,18 %   |
| Грузины        | 20                | 0,14 %   |
| Аварцы         | 18                | 0,13 %   |
| Другие         | 539               | 3,85 %   |
| Итого          | 13 992            | 100,00 % |

## Территориальное деление
Административно-территориальное устройство
Воловский район в рамках административно-территориального устройства включает 1 посёлок городского типа и 13 сельских округов, включая сельскую администрацию посёлка:
| №     | Административно-территориальная единица | Код ОКАТО  | Население 2002 (чел.) | Соответствие сельскому поселению |
| ----- | --------------------------------------- | ---------- | --------------------- | -------------------------------- |
| 1e-06 | Посёлок городского типа:                |            |                       |                                  |
| 2e-06 | Волово                                  | 70 216 551 |                       |                                  |
| 3e-06 | Сельские округа:                        |            |                       |                                  |
| 1     | Баскаковский сельский округ             | 70 216 805 | 479                   | СП Двориковское                  |
| 2     | Борятинский сельский округ              | 70 216 810 | 1985                  | СП Турдейское                    |
| 3     | Верхоупский сельский округ              | 70 216 815 | 1074                  | СП Двориковское                  |
| 4     | Двориковский сельский округ             | 70 216 820 | 924                   | СП Двориковское                  |
| 5     | Казачка, посёлок                        | 70 216 824 | 1072                  | СП Турдейское                    |
| 6     | Краснодубровский сельский округ         | 70 216 825 | 397                   | СП Турдейское                    |
| 7     | Непрядвинский сельский округ            | 70 216 830 | 653                   | СП Двориковское                  |
| 8     | Никитский сельский округ                | 70 216 835 | 852                   | СП Двориковское                  |
| 9     | Панаринский сельский округ              | 70 216 840 | 696                   | СП Двориковское                  |
| 10    | Садовый сельский округ                  | 70 216 845 | 1480                  | СП Двориковское                  |
| 11    | Сухоплотовский сельский округ           | 70 216 850 | 461                   | СП Турдейское                    |
| 12    | Турдейский сельский округ               | 70 216 855 | 1040                  | СП Турдейское                    |
| 13    | Ялтинский сельский округ                | 70 216 860 | 636                   | СП Двориковское                  |

Муниципальное устройство
В муниципальный район, в рамках организации местного самоуправления, входят 3 муниципальных образования, в том числе одно городское и два сельских поселения:
| №        | Муниципальное образование | Административный центр | Количество населённых пунктов | Население | Площадь, км2 |
| -------- | ------------------------- | ---------------------- | ----------------------------- | --------- | ------------ |
| 1e-06    | Городское поселение:      |                        |                               |           |              |
| 1        | рабочий посёлок Волово    | рабочий посёлок Волово | 1                             | ↘3570     | 19,90        |
| 1.000002 | Сельские поселения:       |                        |                               |           |              |
| 2        | Двориковское              | деревня Дворики        | 69                            | ↗6365     | 707,65       |
| 3        | Турдейское                | деревня Турдей         | 49                            | ↗4057     | 346,91       |

В 2006 году в муниципальном районе были созданы 1 городское и 5 сельских поселений. В 2011 году было упразднено сельское поселение Верхоупское (включено в Баскаковское), Борятинское (включено в Турдейское). В 2013 году было упразднено сельское поселение Баскаковское (включено в Двориковское).

## Населённые пункты
В Воловском районе один рабочий посёлок и 118 сельских населённых пунктов.
| №   | Населённый пункт     | Тип             | Население (чел.) | Муниципальное образование | Сельский округ   |
| --- | -------------------- | --------------- | ---------------- | ------------------------- | ---------------- |
| 1   | Волово               | рабочий посёлок | ↘3570            | р. п. Волово              |                  |
| 2   | Александровка        | деревня         | 49               | Турдейское                | Сухоплотовский   |
| 3   | Алексеевка           | деревня         | 28               | Двориковское              | Никитский        |
| 4   | Алексеевский         | посёлок         | 0                | Двориковское              | Никитский        |
| 5   | Баскаково            | деревня         | ↗351             | Двориковское              | Баскаковский     |
| 6   | Баташовка            | деревня         | 16               | Турдейское                | Турдейский       |
| 7   | Белоглинка           | деревня         | 6                | Двориковское              | Двориковский     |
| 8   | Белоусовка           | деревня         | 17               | Двориковское              | Садовый          |
| 9   | Белый Колодезь       | посёлок         | ↘94              | Двориковское              | Двориковский     |
| 10  | Битюг                | посёлок         | 0                | Турдейское                | Краснодубровский |
| 11  | Богоявленка          | деревня         | 0                | Двориковское              | Непрядвинский    |
| 12  | Большая Шишовка      | деревня         | 2                | Двориковское              | Никитский        |
| 13  | Борятино             | село            | ↘97              | Турдейское                | Борятинский      |
| 14  | Булычевка            | деревня         | 29               | Турдейское                | Борятинский      |
| 15  | Бутырки              | деревня         | 19               | Двориковское              | Панаринский      |
| 16  | Варваровка           | деревня         | 12               | Турдейское                | Краснодубровский |
| 17  | Верхоупье            | село            | ↘505             | Двориковское              | Верхоупский      |
| 18  | Веселая Ивановка     | посёлок         | 0                | Двориковское              | Непрядвинский    |
| 19  | Волово               | село            | ↘273             | Двориковское              | Садовый          |
| 20  | Высокое              | деревня         | 1                | Турдейское                | Краснодубровский |
| 21  | Горный               | посёлок         | ↘822             | Турдейское                | Борятинский      |
| 22  | Горсткино            | деревня         | 0                | Двориковское              | Баскаковский     |
| 23  | Дадановка            | посёлок         | 9                | Турдейское                | Борятинский      |
| 24  | Дворики              | деревня         | ↘331             | Двориковское              | Двориковский     |
| 25  | Дворики              | посёлок станции | 9                | Двориковское              | Двориковский     |
| 26  | Дубровка             | деревня         | 0                | Двориковское              | Панаринский      |
| 27  | Дубровка             | деревня         | 27               | Турдейское                | Борятинский      |
| 28  | Дуплище              | деревня         | 0                | Двориковское              | Двориковский     |
| 29  | Жидкое               | деревня         | 10               | Турдейское                | Турдейский       |
| 30  | Зайчевка             | деревня         | 17               | Турдейское                | Турдейский       |
| 31  | Залесское            | деревня         | 0                | Турдейское                | Борятинский      |
| 32  | Заповедное           | деревня         | 3                | Турдейское                | Борятинский      |
| 33  | Заречная             | деревня         | 7                | Двориковское              | Никитский        |
| 34  | Заречная Слобода     | деревня         | 2                | Турдейское                | Турдейский       |
| 35  | Заречье              | деревня         | 21               | Турдейское                | Борятинский      |
| 36  | Игнатьевка           | деревня         | 16               | Турдейское                | Турдейский       |
| 37  | Иевлевка             | деревня         | 28               | Двориковское              | Баскаковский     |
| 38  | Истленьево           | село            | ↘162             | Двориковское              | Панаринский      |
| 39  | Казачка              | посёлок         | ↘1039            | Турдейское                | Казачка          |
| 40  | Калиновка            | деревня         | 6                | Турдейское                | Борятинский      |
| 41  | Караси               | деревня         | 3                | Двориковское              | Ялтинский        |
| 42  | Караси               | посёлок станции | 31               | Двориковское              | Ялтинский        |
| 43  | Каратеевка           | деревня         | 2                | Двориковское              | Панаринский      |
| 44  | Костомаровка         | деревня         | 10               | Турдейское                | Турдейский       |
| 45  | Красавка             | деревня         | ↘148             | Турдейское                | Борятинский      |
| 46  | Красавка             | деревня         | 41               | Турдейское                | Турдейский       |
| 47  | Красная Дубровка     | деревня         | ↘173             | Турдейское                | Краснодубровский |
| 48  | Красная Комиссаровка | деревня         | 3                | Двориковское              | Верхоупский      |
| 49  | Красная Слобода      | деревня         | 13               | Двориковское              | Верхоупский      |
| 50  | Красная Слобода      | посёлок         | 1                | Турдейское                | Краснодубровский |
| 51  | Красный Холм         | деревня         | ↘328             | Двориковское              | Никитский        |
| 52  | Крестищи             | деревня         | 42               | Двориковское              | Садовый          |
| 53  | Крутой Верх          | посёлок         | 1                | Двориковское              | Садовый          |
| 54  | Кручь                | деревня         | 72               | Турдейское                | Турдейский       |
| 55  | Крюковка             | деревня         | 19               | Двориковское              | Панаринский      |
| 56  | Куприн               | посёлок         | 3                | Двориковское              | Двориковский     |
| 57  | Лебяжье              | деревня         | 24               | Двориковское              | Панаринский      |
| 58  | Ленинка              | посёлок         | 16               | Двориковское              | Садовый          |
| 59  | Лидинка              | деревня         | 7                | Турдейское                | Борятинский      |
| 60  | Луговка              | деревня         | 17               | Двориковское              | Баскаковский     |
| 61  | Луневка              | деревня         | 21               | Двориковское              | Садовый          |
| 62  | Лупань               | деревня         | 13               | Турдейское                | Краснодубровский |
| 63  | Лутово               | село            | 50               | Турдейское                | Борятинский      |
| 64  | Любимовка            | село            | ↘80              | Двориковское              | Двориковский     |
| 65  | Лядовка              | деревня         | 54               | Турдейское                | Борятинский      |
| 66  | Малая Александровка  | деревня         | 5                | Двориковское              | Двориковский     |
| 67  | Малая Каратеевка     | деревня         | 12               | Турдейское                | Краснодубровский |
| 68  | Малая Шишовка        | деревня         | 6                | Двориковское              | Никитский        |
| 69  | Малые Плотики        | деревня         | 27               | Турдейское                | Борятинский      |
| 70  | Медведев             | посёлок         | 4                | Турдейское                | Сухоплотовский   |
| 71  | Мельничная           | деревня         | 16               | Двориковское              | Никитский        |
| 72  | Михайловский         | посёлок         | 7                | Турдейское                | Краснодубровский |
| 73  | Непрядва             | село            | ↘453             | Двориковское              | Непрядвинский    |
| 74  | Ниженка              | село            | 5                | Турдейское                | Краснодубровский |
| 75  | Нижнее Сазоново      | деревня         | 15               | Двориковское              | Баскаковский     |
| 76  | Никитское            | село            | ↗332             | Двориковское              | Никитский        |
| 77  | Новгородское         | село            | 23               | Двориковское              | Двориковский     |
| 78  | Новоаннинка          | деревня         | 1                | Двориковское              | Баскаковский     |
| 79  | Озерки 1-е           | деревня         | ↘133             | Двориковское              | Садовый          |
| 80  | Озерки 2-е           | деревня         | 9                | Двориковское              | Ялтинский        |
| 81  | Ольгинка             | деревня         | 5                | Двориковское              | Верхоупский      |
| 82  | Осиново              | село            | 68               | Двориковское              | Садовый          |
| 83  | Осиновые Выселки     | посёлок         | 14               | Двориковское              | Садовый          |
| 84  | Осиновый             | посёлок         | 2                | Двориковское              | Панаринский      |
| 85  | Панарино             | деревня         | ↘270             | Двориковское              | Панаринский      |
| 86  | Письменка            | деревня         | 24               | Турдейское                | Борятинский      |
| 87  | Победа               | посёлок         | ↘344             | Двориковское              | Верхоупский      |
| 88  | Покровское           | село            | 30               | Двориковское              | Баскаковский     |
| 89  | Полунинка            | деревня         | 52               | Двориковское              | Панаринский      |
| 90  | Пролетарский         | посёлок         | 0                | Турдейское                | Борятинский      |
| 91  | Прудовая             | деревня         | 11               | Двориковское              | Садовый          |
| 92  | Пруды                | деревня         | 67               | Двориковское              | Непрядвинский    |
| 93  | Пургасово            | деревня         | 3                | Двориковское              | Панаринский      |
| 94  | Рогачи               | деревня         | 18               | Двориковское              | Верхоупский      |
| 95  | Рождествено          | село            | 8                | Турдейское                | Краснодубровский |
| 96  | Садовый              | посёлок         | ↘678             | Двориковское              | Садовый          |
| 97  | Сазаново             | деревня         | 4                | Двориковское              | Панаринский      |
| 98  | Саратовка            | деревня         | 18               | Двориковское              | Садовый          |
| 99  | Сахаровка            | деревня         | 25               | Турдейское                | Сухоплотовский   |
| 100 | Свистовка            | деревня         | ↘263             | Турдейское                | Борятинский      |
| 101 | Селиверстово         | деревня         | 9                | Двориковское              | Панаринский      |
| 102 | Семеновка            | деревня         | 0                | Двориковское              | Баскаковский     |
| 103 | Соболевка            | деревня         | 3                | Турдейское                | Сухоплотовский   |
| 104 | Солодилово           | деревня         | 30               | Турдейское                | Турдейский       |
| 105 | Становая             | деревня         | 255              | Двориковское              | Ялтинский        |
| 106 | Сухие Плоты          | деревня         | ↘253             | Турдейское                | Сухоплотовский   |
| 107 | Сысоевка             | деревня         | 5                | Турдейское                | Борятинский      |
| 108 | Табаровка            | деревня         | 9                | Турдейское                | Борятинский      |
| 109 | Теряевка             | деревня         | 82               | Турдейское                | Турдейский       |
| 110 | Тетерки              | деревня         | 19               | Турдейское                | Краснодубровский |
| 111 | Толбузино            | деревня         | 18               | Двориковское              | Баскаковский     |
| 112 | Турдей               | деревня         | ↘204             | Двориковское              | Двориковский     |
| 113 | Турдей               | деревня         | ↘433             | Турдейское                | Турдейский       |
| 114 | Ушаковка             | деревня         | 5                | Турдейское                | Борятинский      |
| 115 | Фетисово             | деревня         | 26               | Двориковское              | Панаринский      |
| 116 | Филипповка           | деревня         | 0                | Двориковское              | Двориковский     |
| 117 | Щелкуновка           | деревня         | 0                | Двориковское              | Верхоупский      |
| 118 | Юдинка               | деревня         | 23               | Турдейское                | Турдейский       |
| 119 | Ялта                 | посёлок         | ↘237             | Двориковское              | Ялтинский        |

Упразднённые населённые пункты:
- 1986 год — посёлок Бурукино Двориковского сельсовета, посёлок Алая Роза Панаринского сельсовета, деревня Любучино Баскаковского сельсовета[41]; деревня Андрияновка Верхоупского сельсовета, посёлок Морозовский, деревня Гурьево Турдейского сельсовета[42].

## Экономика

### Бюджет
Консолидированный бюджет района включает 2 бюджета сельских поселений, бюджет рабочего посёлка Волово и бюджет муниципального образования Воловский район. Доходы за 2020 год составили 416,2 млн рублей. Общий объём расходов составил 397,7 млн рублей. Структура расходов по отраслям экономики: 219,7 млн рублей (55,2 %) направлено на образование, на культуру и спорт 31,5 млн рублей (7,9 %), 263,5 млн рублей (66,3 %) направлено на отрасли социального блока, на жилищно-коммунальное и дорожное хозяйство — 82,1 млн рублей (20,6 %), расходы на содержание органов местного самоуправления составили 47,1 млн рублей (11,8 %).

### Отрасли экономики
Экономический потенциал и структуру экономики района формируют промышленность и сельское хозяйство. В отраслевой структуре экономики района промышленность представлена двумя предприятиями, добывающими полезные ископаемые: ООО «464 комбинат нерудоископаемых» и ОАО Щебеночный завод «Турдейский».
Сельское хозяйство в районе представлено 73 сельхозпроизводителями всех форм собственности. Общая площадь района составляет 107 тысяч гектар. Земли сельскохозяйственного назначения занимают 83,1 тыс. гектар или 77,6 %. Пашня сельскохозяйственного назначения занимает 69,0 тыс. гектар. Удельный вес обрабатываемой пашни — 99,8 %. В структуре посевных площадей в 2020 году преобладали: зерновые и зернобобовые культуры — 42105 га или 72,6 %, технические культуры — 14196 га или 24,5 %, картофель — 1627 га — 2,8 %, другие — 0,1 %. Животноводство района представлено ООО «Воловский бройлер», ООО «Тульская мясная компания» и фермерами, занимающимися откормом крупного рогатого скота.
В районе насчитывается 359 субъектов малого и среднего бизнеса. Функционирует система поддержки малого и среднего предпринимательства.

### Жилищно-коммунальное хозяйство
Жилищный фонд района составляет 385 тысяч квадратных метров. В муниципальном образовании 1 теплоснабжающая организация ООО «ЭнергоГазИнвест — Тула», 12 котельных, 2 предприятия коммунального комплекса: обслуживающая ООО «УК Воловское» и выполняющая работы по благоустройству и оказание услуг по водоснабжению и водоотведению МКУ «Воловская служба сервиса».

## Транспорт

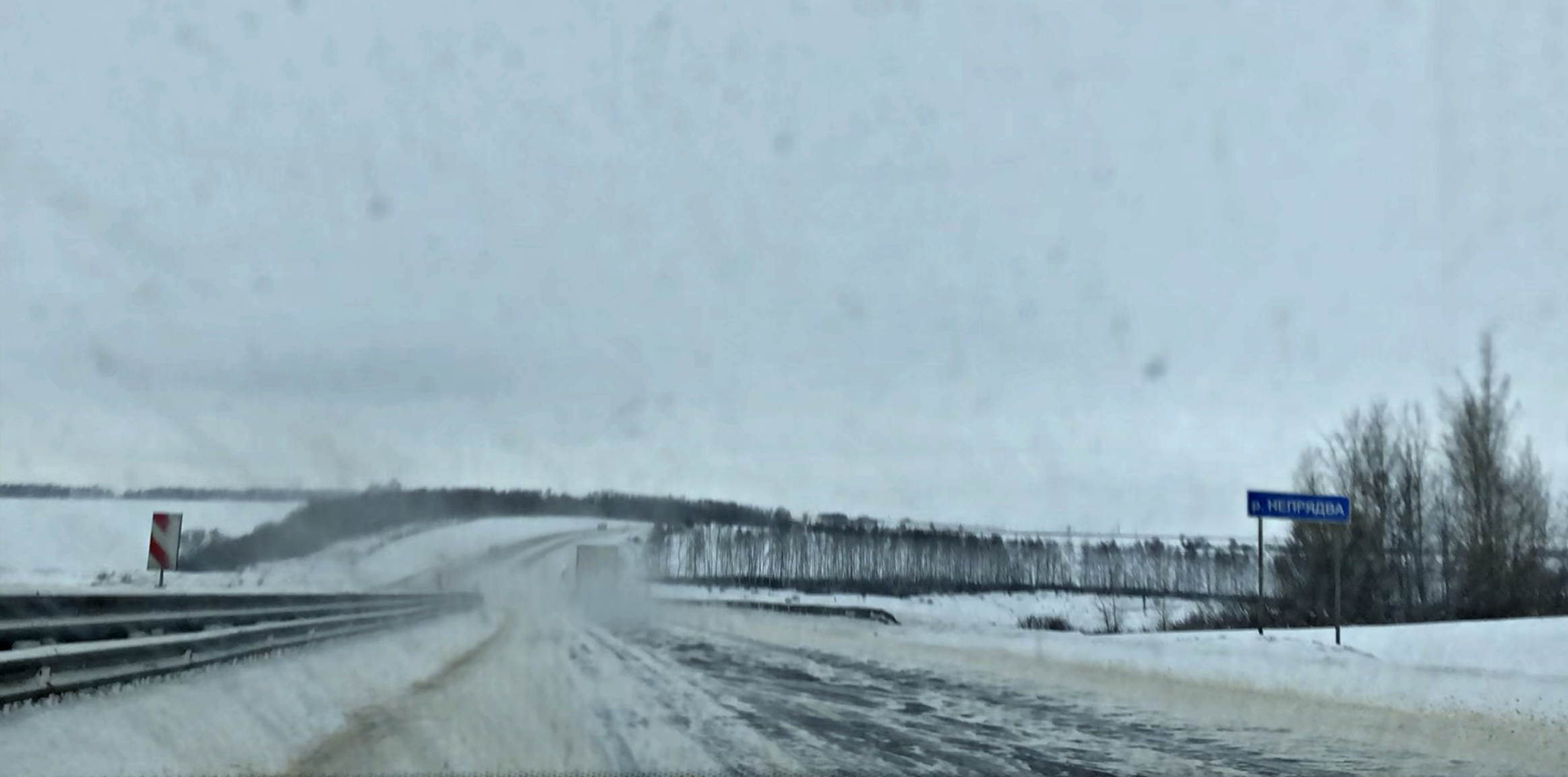
М4 «Дон» пересечение с рекой Непрядва

Протяженность дорог в районе — 204,5 км, из них 70,0 км — муниципальные, на которые зарегистрировано право собственности, 135,8 км — региональных дорог, 90 автомобильных дорог являются дорогами общего пользования местного значения. Через район проходят железные дороги «Москва—Донбасс» и «Смоленск—Мичуринск», а также федеральная автомобильная дорога «Дон» М4. После закрытия железнодорожного сообщения в 1999—2001 были разобраны пути от Волова к востоку до станции Куликово Поле (Куркино) и к западу до Горбачёво. Воловский железнодорожный узел, таким образом, прекратил своё существование.

## Средства массовой информации
Издаётся общественно-политическая газета «Время и люди», первый номер которой вышел в октябре 1929 года. До 1990 года газета носила название «Путь Октября», и освещала события в районе — политические, аграрные достижения, культурную и общественную жизнь.

## Социальная сфера
В системе образования функционируют 1 Центр образования в посёлке Волово, 8 общеобразовательных школ в сельской местности, из них 4 школы с дошкольными группами. Ведут работу 3 учреждения дополнительного образования. Количество обучающихся и воспитывающихся детей на 2020 год — 1160.
Доля населения, систематически занимающегося физической культурой и спортом в Воловском районе в 2020 году, составляла 47,0 %.
Ежегодно проводятся мероприятия, направленные на военно-патриотическое воспитание молодежи. На территории района расположены 3 братские могилы и 16 обелисков. За каждой школой закреплены эти объекты. Школьники регулярно проводят уборку территории и поддерживают её в надлежащем состоянии.

## Туризм

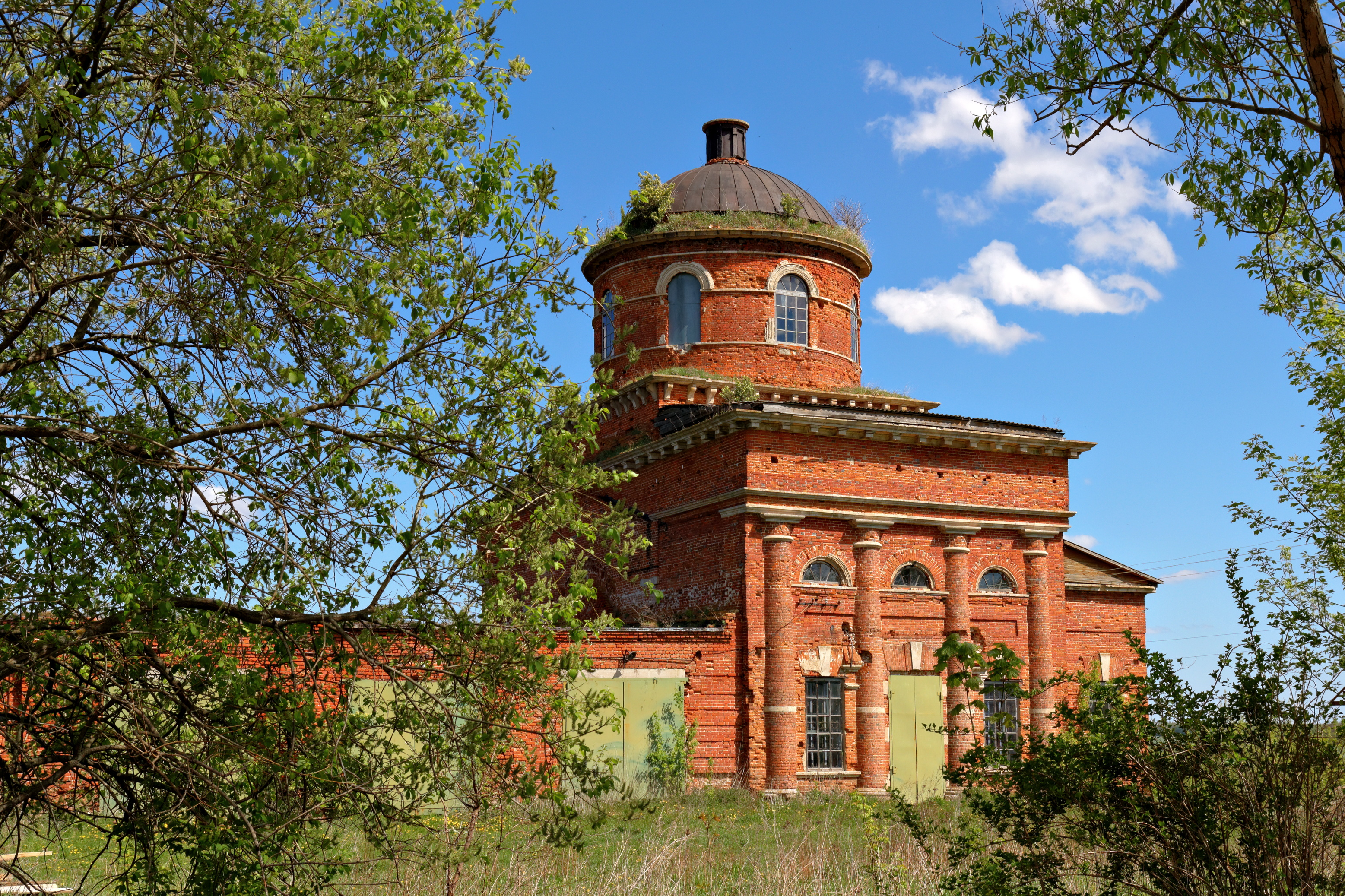
Церковь Троицы Живоначальной в Никитском

В рамках культурно-познавательного туризма функционирует Воловский районный художественно-краеведческий музей, открытый в 1996 году. Экспонаты музея распределены на 5 залов: географическое положение и природа, хозяйство и быт, типологический образ крестьянской избы второй половины XIX века — первой четверти XX века, район в годы Великой Отечественной войны и художественная галерея. Мемориальный музей имени летчика космонавта Героя Советского Союза Евгения Васильевича Хрунова был создан в 2001 в здании пришкольного интерната. Основной фонд музея насчитывает 625 экспонатов, которые собраны в 6 экспозиций, рассказывающих о предыстории космонавтики, начале ракетостроения, развитии космонавтики сегодня.
В посёлке Волово находится одноимённая железнодорожная станция, построенная в 1901 году. В здании было два зала — для пассажиров первого и второго класса. В одном зале был ресторан и парикмахерская, а в другом зале — буфет. В настоящее время историческое здание вокзала отреставрировано силами РЖД. На здании Воловского дома культуры размещены самые большие часы в Тульской области, высотой 3 метра 30 сантиметров, и шириной 4 метра 80 сантиметров.
Архитектурные стили церковного зодчества представлены московской школой в церкви Никиты мученика в селе Никитское (1752), барокко в церкви иконы Божией Матери «Всех скорбящих Радость» в селе Рождествено (1760—1770), классицизмом в церквях Троицы Живоначальной в селе Никитское (1785), Покрова Пресвятой Богородицы в селе Покровское (1800—1810), Рождества Пресвятой Богородицы в селе Солодилово (1810—1819), Покрова Пресвятой Богородицы в деревне Костомаровка (ранее Остропятово) (1819—1835), ампиром в церкви иконы Божией Матери «Знамение» в посёлке Волово (1882), русско-византийским стилем в церкви Казанской иконы Божией матери в селе Непрядва (1852—1895), эклектикой в церквях Введения во храм Пресвятой Богородицы в селе Верхоупье (1881), Сретения Господня в селе Любимовка (1883), Александра Невского в селе Сахаровка (1891), русским стилем в церкви Николая Чудотворца в селе Осиново (1886—1896), и вторым русским стилем в часовне Сошествия Святого Духа (2009) в деревне Сухие Плоты. Из 13 находящихся на территории района церквей, действующими являются 7 из них.
В двух километрах на восток от железнодорожной станции Волово находится Волово озеро — естественный водоем овальной формы карстового происхождения. Волово озеро представляет собой древний исток реки Непрядва, значительная его часть заилена. Первые упоминания о нём обнаружены в письменных источниках 2-й половины XVI века, в том числе по Книге Большому Чертежу. По правому берегу реки Красивая Меча, от деревни Полунинка до деревни Турдей, находится Турдейский природный заказник, общей площадью 12600 га. В заказнике запрещена охота на животных и птиц (без лицензии), обитающих там, сохраняется растительное сообщество, оберегается почвенный покров. В заказнике обитают такие охраняемые животные как лось, косуля, кабан, бобр и другие. Из соседних районов иногда заходяь европейские благородные олени.
Археологические памятники представлены многочисленными городищами неолита, эпохи бронзы, железного века (Никитское и Зайчовка), а также селищами XI—XVII веков возле населенных пунктов Алексеевка, Баскаково, Баташевка, Белоглинка, Битюг, Борятино, Бутырки, Верхоупье, Городня, Дубровка, Жидкое, Истленьево, Караси, Каратеевка, Костомаровка, Красная Дубровка, Лебяжье, Лупань, Любучино, Нижнее Сазоново, Ниженка, Никитское, Новоанненка, Панарино, Сахаровка, Семеновка, Сухие Плоты, Теряевка, Тетерки, Толбузино, Турдей и Юдинка, где была обнаружена гончарная древнерусская и позднесредневековая керамика.
К памятникам истории относятся братские могили советских воинов, погибших в годы Великой Отечественной войны в селе Турдей, посёлке Волово и на железнодорожной станции Волово.

## Известные уроженцы
Герои Советского Союза
- Коровин Валерий Викторович,
- Гречишкин, Василий Николаевич,
- Никитин, Фёдор Фёдорович,
- Матюхин, Григорий Иванович,
- Соболев, Михаил Иванович,
- Панов, Василий Ефимович,
- Алексеев, Иван Павлович (1923—1984),
- Малофеев, Иван Филиппович,
- Шейкин, Иван Трофимович,
- Заварзин, Андрей Никитович.

Кавалеры ордена Славы всех трёх степеней
- Клочков, Николай Леонтьевич,
- Романов, Михаил Васильевич.

Герои Социалистического Труда
- Подшибякин, Василий Тихонович (1928—1997) — Герой Социалистического Труда, лауреат Ленинской премии, один из первооткрывателей крупнейшего в мире газового Уренгойского месторождения.
- Виктор Викторович Буняковский, (18..-191.) — генерал-майор артиллерии, похоронен на краю с. Лутово на старом кладбище.